# Дудка, Дариуш
Да́риуш Ду́дка (пол. Dariusz Dudka; 9 декабря 1983, Костшин-над-Одрой, Польша) — польский футболист, игравший на позиции полузащитника. Выступал за национальную сборную Польши.

## Биография

### Клубная карьера
Начал заниматься футболом в родном городе. В 1999 году перешёл в клуб «Амика», дебютировал в экстракласе 15 апреля 2000 года в матче против «Руха» (Радзёнкув). Провёл шесть лет в клубе и был продан популярному польскому клубу «Висле» (Краков). В сезоне 2007/08 выиграл чемпионат Польши вместе с «Вислой». 26 июня 2008 года, он был продан во французский клуб «Осер» за 2 225 000 £.
В августе 2012 года по окончании контракта с «Осером» перешел в «Леванте». По окончании сезона 2012/2013 Дудка покинул испанский клуб и в статусе свободного агента в ноябре 2013 года заключил краткосрочное соглашение с «Бирмингем Сити».
В феврале 2014 года Дудка вернулся в краковскую «Вислу», откуда летом 2015 года перебрался в познанский «Лех».

### Карьера в сборной
В сборной Польши дебютировал 7 ноября в матче Польша — США (1:1). Участник чемпионата мира 2006 и чемпионата Европы 2008. После товарищеского матча со сборной Украины (0:1), он, Артур Боруц и Радослав Маевский были выдворены из сборной Польши за нарушение режима.

## Достижения
- Чемпион Польши: 2007/08
- Бронзовый призёр чемпионата Франции: 2009/10